# Novelas paleocristianas
Las novelas paleocristianas, son novelas que tratan de narrar la historia de los primeros cristianos, en especial los que vivieron justo después de la muerte de Cristo y las persecuciones que sufrieron, puede tenerse por un subgénero de la novela Histórica. La escasez de datos y la multitud de leyendas sobre los discípulos de cristo y su actividad a la muerte de este hizo nacer leyendas de estos por todo el mundo, basándose en estas leyendas y en los Hechos de los apóstoles durante los últimos dos siglos y medio la actividad de los primeros cristianos, ha inspirando la imaginación de los escritores de distinta nacionalidad y época para transmitir sus ideas sobre el mensaje de Jesús y sobre la predicación de sus primeros seguidores.

## Obras destacadas
- Los últimos días de Pompeya 1834 de Edward Bulwer Lytton.
- Fabiola 1854 de Nicholas Patrick Wiseman.
- Calixta 1855 de John Henry Newman.
- Ben-Hur 1880 de Lewis Wallace.
- Barrabas, un sueño de la tragedia del mundo 1893 de Marie Corelli
- Quo vadis? 1896 de Henryk Sienkiewicz.
- Figuras de la pasión del señor 1917 de Gabriel Miró.
- La túnica sagrada 1942 de Lloyd C. Douglas.
- El gran pescador 1948 de Lloyd C. Douglas.
- Barrabas 1950 de Pär Fabien Lagerkvist.
- El camino a Bitinia 1951 de Frank G. Slaughter.
- El cáliz de plata 1952 de Thomas B. Costain.
- La lanza. La historia de San Longinos 1955 de Louis de Wohl.
- El secreto del reino 1959 de Mika Waltari.
- La corona y la cruz 1959 de Frank G.Slaughter.
- The Thorn of Arimatea 1959 de Frank G. Slaughter.
- Sobre una Roca de Louis de Wohl.
- El Romano de Mika Waltari.
- El mensajero del Rey de Louis de Wohl.
- Los pecados de Herodes 1967 de Fran G. Slaughter.
- El guerrero de dios 1967 de Frank G. Slaughter.
- Judas, mi hermano 1968 de Frank Yerby.
- El reino de los reprobos  1985 de Anthony Burgess
- De acuerdo con María Magdalena 2003 de Marianne Fredrikson